# NSV (kulomet)

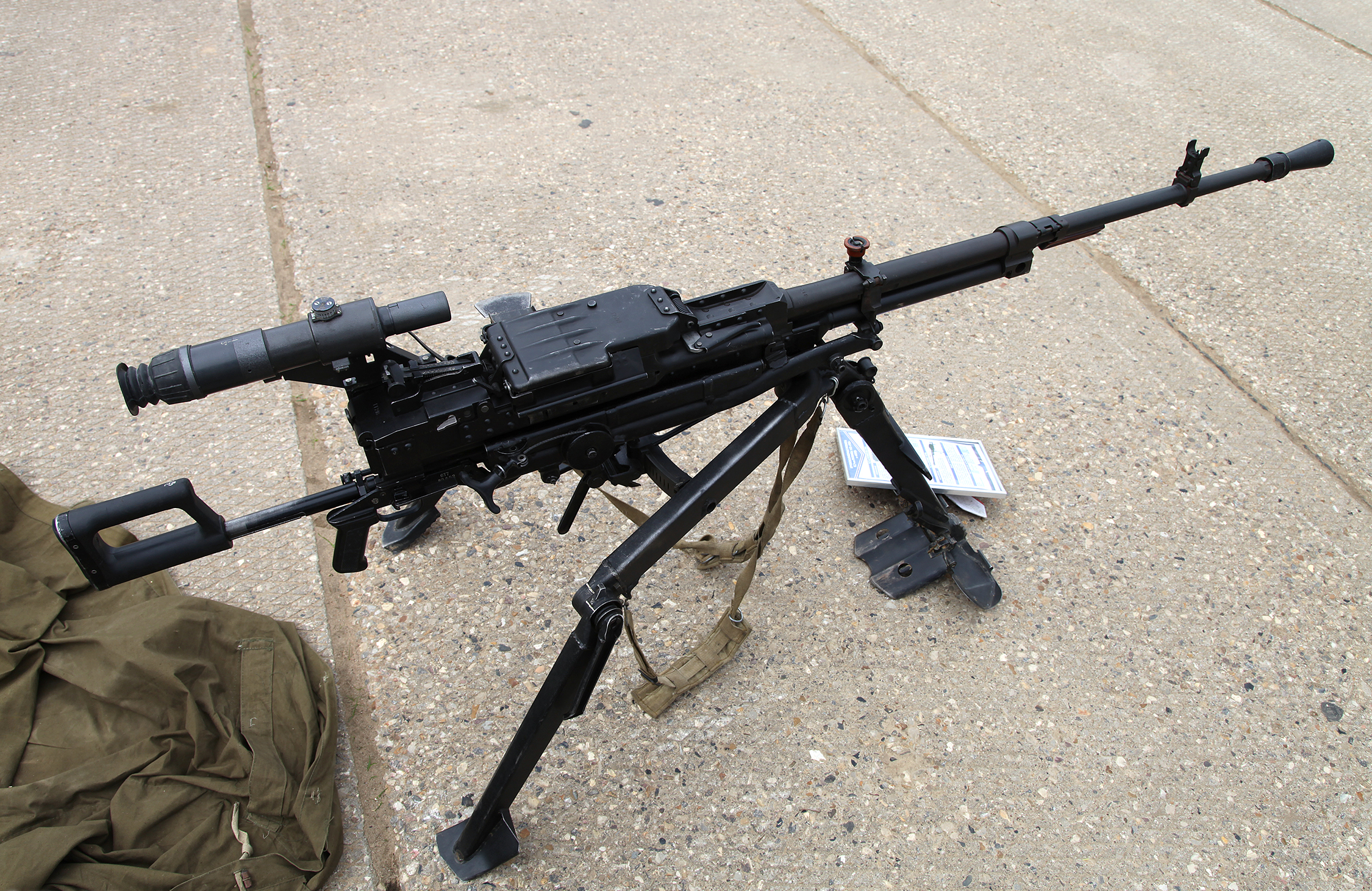
Kulomet NSV

NSV (rusky НСВ, zkratka pro Никитина-Соколова-Волкова) je sovětský těžký kulomet ráže 12,7 mm. Zkratka znamená příjmení tří konstruktérů: G. I. Nikitin, J. M. Sokolov a V. I. Volkov. Byl navržen jako náhrada za kulomet DŠK a do služby v sovětské armádě se dostal v roce 1971. Mimo SSSR se vyráběl v licenci v Bulharsku, Indii, Jugoslávii a Polsku.
Verze NSVT je používána v tancích T-72, T-64 a T-80. Kulomet NSV byl nahrazen kulometem Kord. Polská armáda zbraň modernizovala na typ WKM-B na náboj 12,7 × 99 mm NATO.